# دون ويلت
دون ويلت (بالإنجليزية: Don Willett)‏ هو قاضي ومحامي أمريكي، ولد في 16 يوليو 1966 في تالتي في الولايات المتحدة.

## وصلات خارجية
- الموقع الرسمي
- دون ويلت على موقع إن إن دي بي (الإنجليزية)